# هررا د سریا
هررا د سریا (به اسپانیایی: Herrera de Soria) یک دهستان در اسپانیا است که در سریا واقع شده‌است.

## خصوصیات
هررا د سریا ۲۵ کیلومترمربع مساحت و ۲۱ نفر جمعیت دارد.